# Jörg Reimers
Jörg Reimers (* 1954 in Echem) ist ein deutscher Schauspieler.

## Leben
Der diplomierte Schauspieler Jörg Reimers erlernte sein künstlerisches Handwerk ab 1975 an der Schule für Schauspiel Hamburg (Abschluss 1979). Dort stand er im Thalia Theater in Frank Wedekinds Frühlings Erwachen zum ersten Mal auf der Bühne. Es schloss sich 1979 ein dreijähriges Gastspiel am Stadttheater Ingolstadt an, ehe Reimers 1982 an das Schlosstheater Moers wechselte. Von 1988 bis 2001 folgte eine längere Verpflichtung an die Wuppertaler Bühnen, zwischendurch trat er daneben gastweise an der Deutschen Oper am Rhein in Düsseldorf und am  Theater Magdeburg auf. In der Spielzeit 2001/02 war Reimers am Schauspiel Leipzig engagiert, in den Folgejahren spielte er an Tourneebühnen. Seit 2010 ist er regelmäßig bei den Bad Hersfelder Festspielen zu Gast.
Bekannte Rollen Reimers' waren der Ferdinand in Friedrich Schillers Kabale und Liebe, Ruprecht im Zerbrochnen Krug von Heinrich von Kleist, in dem er in späteren Jahren auch den Dorfrichter Adam verkörperte. In Wuppertal war Reimers in den Titelrollen von Heinrich VI. von William Shakespeare, Schillers Wilhelm Tell oder als kommunistischer Bürgermeister Peppone in Don Camillo und Peppone nach dem Roman von Giovannino Guareschi zu sehen. In Bad Hersfeld stand Reimers unter anderem wiederholt als Ubertin von Casale in einer Bühnenfassung von Umberto Ecos Roman Der Name der Rose auf der Bühne. Bekannte Regisseure, mit denen er zusammenarbeitete, waren Klaus Emmerich, Thomas Gimbel, Jochen Busse und häufig Holk Freytag, dem langjährigen Intendanten der Bad Hersfelder Festspiele.
Seit Anfang der 1990er Jahre ist Reimers daneben ein vielbeschäftigter Film- und Fernsehschauspieler, überwiegend in Gastrollen bekannter Serien wie Die Camper, Kommissar Stolberg, Mord mit Aussicht oder SOKO Köln. Tom Tykwer besetzte ihn in einer kleinen Rolle in seinem Film Der Krieger und die Kaiserin, ebenso Johannes Fabrick in dem Fernsehfilm Der letzte schöne Tag.
Jörg Reimers lebt in Wuppertal.

## Filmografie (Auswahl)
- 1992: Eurocops – Das Omega Programm
- 1994: Die Wache – Heiße Ware
- 2000: Der Krieger und die Kaiserin
- 2000: Der Clown – Hetzjagd
- 2002: SK Kölsch – Die letzte Runde
- 2002: Nachts im Park
- 2004: Die Sitte – Das Ende vom Lied
- 2005: Nicht von dieser Welt – Der Konkurrent
- 2005: Arnies Welt
- 2006: Die Camper – Frau am Steuer
- 2006: Rohtenburg
- 2007: Hilfe! Hochzeit! – Die schlimmste Woche meines Lebens – Sonntag
- 2007: Die Anruferin
- 2007: Kommissar Stolberg – Gekauftes Glück
- 2008: Mord mit Aussicht – Marienfeuer
- 2008: Maddin in Love
- 2008: Dr. Psycho – Die Bösen, die Bullen, meine Frau und ich – Gammelfleisch
- 2008: Alarm für Cobra 11 – Die Autobahnpolizei – Am Ende der Jugend
- 2009: Bleib bei mir
- 2010: Mord mit Aussicht – Sonne, Mond und Sterne
- 2011: Tatort – Herrenabend
- 2011: Ein Tick anders
- 2011: SOKO Köln – Früchte des Zorns
- 2011: Der letzte schöne Tag
- 2012: Verbotene Liebe – In Trauer vereint
- 2013: King Ping – Tippen Tappen Tödchen
- 2015: Und dann noch Paula – Otternase ist kein Name
- 2017: SOKO Köln – Mülheimer Dämmerung
- 2019: Tatort – Lakritz
- 2020: Helen Dorn: Atemlos